# میرزا شکرالله اصفهانی
میرزا شکرالله از وزرای شاه اسماعیل دوم بود. شاه اسماعیل دوم قضاتی را که در زمان پدرش از وظایفشان فاصله گرفته بودند عزل کرد و اشخاص جدیدی را به جای آنان منصوب کرد. وی در ابتدای زمامداری خویش ابراهیم میرزا، میرزا شکرالله وزیر و تعدادی دیگر را مأمور کرد که هفته‌ای دو روز در دیوان عدالت بنشینند و به دادخواهی‌های مردم رسیدگی کنند. شاه اسماعیل دوم به دلیل اعتیاد و خوشگذرانی تمایلی به مدیریت امور مملکتی از خود نشان نمی‌داد. وی طی فرمانی رسیدگی بسیاری از امور را به امیران و وزیران خود مثل میرزا شکرالله وزیر، میرزا مخدوم شریفی، میر عنایت‌الله، پیره محمدخان استاجلو، حیدر سلطان ترخان و قورخمزبیگ امیر شکارباشی سپرده بود.